# Isoetes escondidensis
Isoetes escondidensis är en kärlväxtart som beskrevs av Halloy. Isoetes escondidensis ingår i släktet braxengräs, och familjen Isoetaceae. Inga underarter finns listade i Catalogue of Life.